# علي بيرواني
علي بيرواني (بالفارسية: علی پیروانی) هو لاعب كرة قدم إيراني في مركز الدفاع، ولد في 2 يوليو 1985 في إيران. لعب مع نادي برق شيراز ونادي فجر شهيد سباسي.